# ایوا لاگونا
ایوا لاگونا (لتونیایی: Ieva Lagūna؛ زادهٔ ۶ ژوئن ۱۹۹۰) مدل اهل لتونی است. وی از سال ۲۰۰۷ میلادی تاکنون مشغول فعالیت بوده‌است. لاگونا در سال ۲۰۱۱ در ویکتوریا سیکرت فشن شو شرکت داشت و چهار مرتبه روی جلد مجلهٔ وگ قرار گرفته‌است.